# Robert Kopač
Robert Kopač, slovenski smučarski skakalec, * 9. julij 1968.
Kopač je v sezoni 1987/88 nastopil na šestih tekmah svetovnega pokala. Debitiral je 18. decembra 1987 na srednji skakalnici v Saporu s štirinajstim mestom, dan za tem pa je na istem prizorišču osvojil še osmo na veliki skakalnici, kar je njegova najboljša uvrstitev v karieri. Nastopil je še na tekmah turneje štirih skakalnic, toda višje od 34. mesta na prvi tekmi turneje v Oberstdorfu se mu ni uspelo uvrstiti. Skupno je osvojil 52. mesto v skupnem seštevku svetovnega pokala.